# 風食

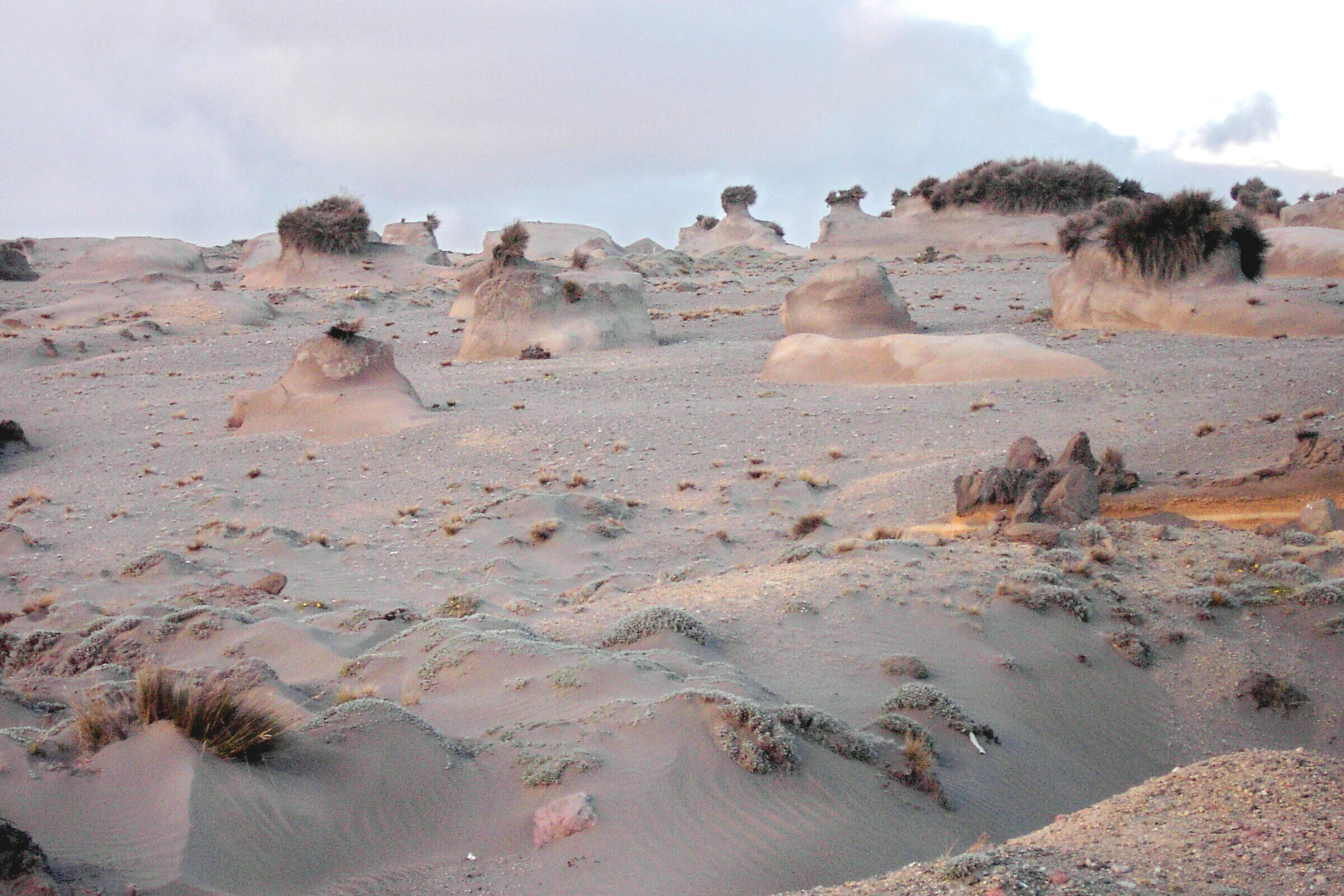
風食によって形成された地形／アンデス山脈の火山チンボラソにて撮影。

風食（ふうしょく）とは、侵食作用の一種である。風がふきつけたことや、風によって運ばれた土粒子により、岩石や地表が削られ、侵食されること、また、その働きを指す。風食は砂漠化の要因となることもある。

## 風食の過程
一般に、風食過程は、
1. 土粒子の分散
2. 土粒子の運搬
3. 土粒子の堆積

という三つの段階にわけられる。最初の二段階は、風の動的エネルギーによる土粒子の移動であり、最後の段階は、風力エネルギーの低下によっておこる。

## 風食の形態
風食には2つの基本的な形態がある。

### デフレーション
デフレーション (deflation) は、風によって土粒子が飛散される形態である。

### コラージョン
コラージョン (corrasion) は風による飛散土粒子が岩石を削磨することによって生じる。削磨の強打は、岩石の抵抗性、飛散粒子の形状と種類および風速に関係する。なお、「コラージョン」のことを、『新版地学事典』では「ウィンドアブレージョン」としている(地学団体研究会編,1996)。

## 風食によってできる地形

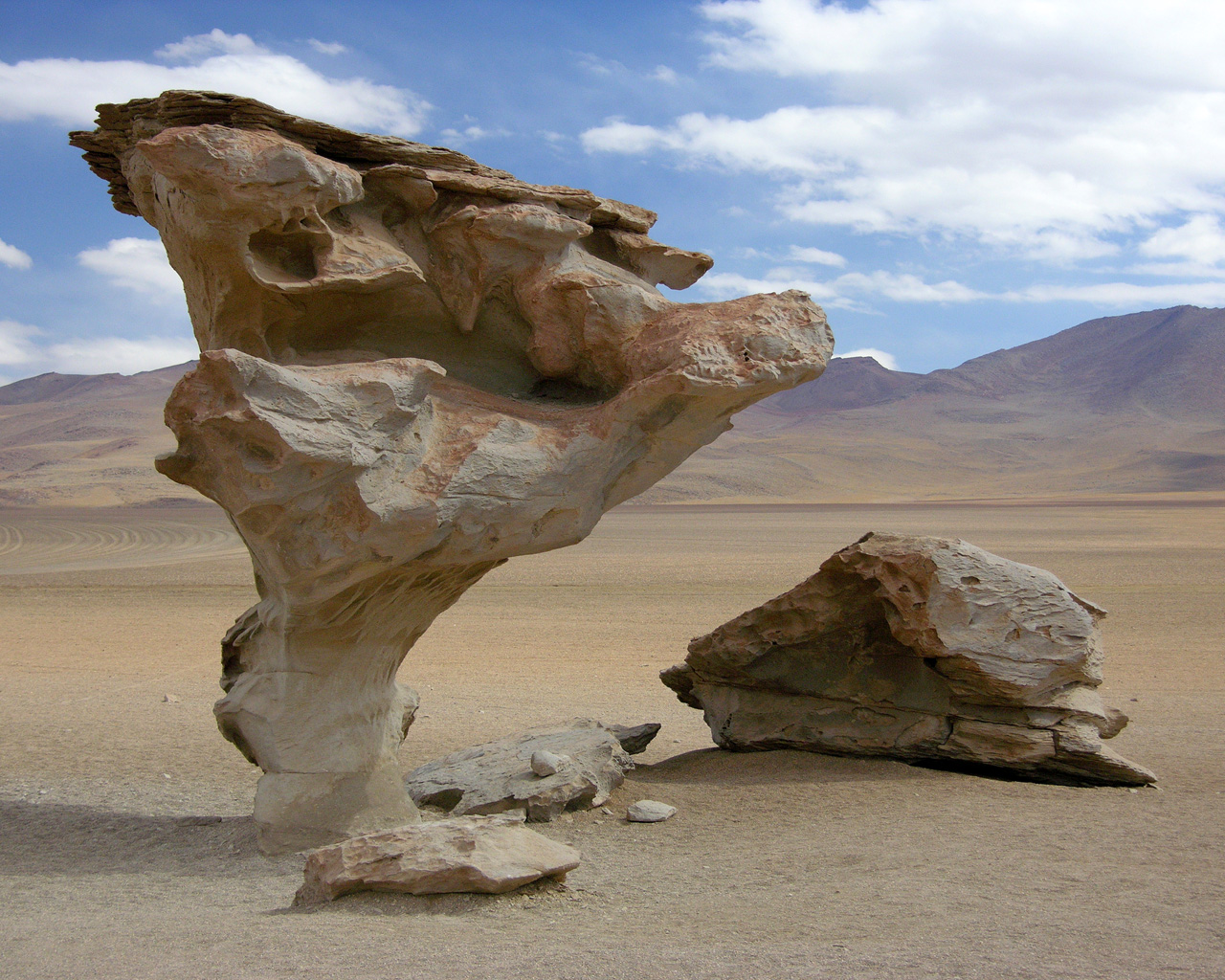
風食によって削られた岩石

### デフレーションによる地形
砂丘
風によって運ばれた土砂などが堆積することでできる地形で、海岸や内陸の砂漠地帯に形成される。
風食凹地（deflation hollow）
風食によってできた窪地。エジプトのサハラ砂漠などにみられる（Ailsa Allaby 編,2004）。

### コラージョン（ウィンドアブレージョン）による地形
きのこ岩
岩石の基部が、風または風が運搬した土粒子によって削られてできる地形。茸のように、上部が大きな傘状をしている。岐阜県恵那市にある傘岩は日本国の天然記念物に指定されている。
風食礫（ベンティファクト）
コラージョン（ウィンドアブレージョン）によって形成される特異な形をした礫。風に運ばれた岩が石の表面を削磨し、石の表側が平滑になる。風食礫のうち三角錐状であるものを三稜石またはドライカンターという。 卓越風の発生する乾燥帯や、海岸砂丘のできる地域にもみられる。静岡県御前崎市にある白羽の風蝕礫産地は日本国の天然記念物に指定されている。

## 風食過程の要因
この項目はミロス・ホリー『侵食-理論と環境対策-』岡村俊一・春山元寿訳、森北出版、1983年を参照している。

### 気候的要因
気候的要因は後述の土壌要因にも影響する。年間降水量の少なさ、年平均気温の高さが風食のおこる要因となる。降水量が少ないために土壌に含まれる水分も少なくなることや、高気温により土壌が含む水分が蒸発されることで土壌が乾燥し、風食はおこりやすくなる。また、ある一定の卓越風が発生する地域で、それが風食をおこす。

### 地質および土壌要因
地質的要因
風食はしばしば風化した基岩盤の表層でおこり、そのことによって表層は急速にかき乱され、リル、ガリ、渓谷が急激に幅を拡大し、さらに深く形成される。
土壌要因
湿潤土壌は乾燥土壌より土粒子の粘着力によって安定しているため、土壌の含水量が少ないほど風食による影響が大きい。また、石灰岩、ドロマイドで形成された土壌は比較的風食に対する抵抗力がある。一方、火成岩で形成された土壌や、砂岩、ローム粘土、チョーク、フリッシュ層、レスなどの堆積物は、抵抗力が小さい。

### 地形的要因
風食は地形に影響される。風食強度は風衝地の裸出部や地形の起伏に左右される。
斜面の形状
凹状斜面において、雪の吹き寄せ層(吹き溜まり)の深さは斜面の下方で増加する。一方凸状斜面では積雪は吹き飛ばされ、雪層の深さは非常に浅い。雪層は土壌水分を増加させ、土壌のコンシステンシーが増加するため、風食に対する抵抗が強くなる。
斜面の向き
風食の発生・発達に関して最も重要な因子は風向の卓越方向と斜面の向きの関係である。
南および西向きの斜面は、太陽幅射を受ける斜面であるため、土壌が早く乾燥する。その結果、有機質はより早く分解して土壌のコンシステンシーが減少する。このことが風食の危険性を増加させる。

### 植生的要因
植生が土壌に庇陰をあたえることによって、蒸発の減少や、土壌の水分保全につながる。植生はまた土壌と風の間の緩衝物となり、土壌の風食を防止する。植生被覆の不十分な地域では風食がおこりやすい。侵食防止に有効な植生として、森林、草地、とうもろこし、じゃがいもがあり、また、複数の植物が輪作される草地は土壌が安定しやすいため、より侵食防止効果が高い。

### 人為的要因
広域に影響を及ぼす風食は、通常、森林地帯のような植生被覆が農地へと変えられた農村地帯で発生することが多い。また、高速道路や住宅地の建設によって、植生がはぎとられ、これが風食の要因となることもある。しかし、風食を受けやすい地形を、侵食防止効果が高い作物の農地にした場合は風食は減少し、土地改良が正しく施工されれば、その土地の侵食に対する抵抗度は大きくなる。

## 風食の地理的分布
この項目はミロス・ホリー『侵食-理論と環境対策-』岡村俊一・春山元寿訳、森北出版、1983年を参照している。

### 風食の発生地域
風食地帯は平均年間雨量の低い地帯、とくに250～300mm以下の地帯で、さらに、植生の被覆を欠いているかまたは不十分な植生を持つ広大で平坦な土地で、一定方向の卓越風が発生する地帯である。最大規模の風食発生地域は、アメリカのグレートブレーンズ、アフリカのサハラ砂漠およびカラハリ砂漠、中央アジアやロシアのステップ地帯、中部オーストラリアである。風食は乾燥帯および半乾燥帯ではふつうの現象である一方、湿潤地帯でも植生被覆のない土壌や劣悪な物理的性質の土壌で発生する可能性がある。

### 風食の歴史
北アメリカの移住民の例
西ヨーロッパからの白人移住者たちが、インディアンの土地を略奪し、その土地には不適当な農耕法を導入したことによって、大草原の自然植物は焼き払われ、単一種類の作物がうえられた。このような、農耕の機械化および集約化が水食や風食が加速する原因となった。長期にわたる砂嵐が頻発し、細粒の砂塵は太陽光線を遮り、機械や諸施設を埋没し、人間に対しては肺疾患をひき起こさせた。(→※項目:ダストボウルも参照。)
ウクライナの例
ソビエト領内の森林ステップ地帯、およびコーカサスやカルパチアの山岳地帯での侵食が及ぼす影響が問題になる中で、風食がひき起こした砂嵐(ウクライナの黒嵐)によって、畑地、牧草地、その他の土地の生産力が低下し、1981年、ウクライナでは最大の飢きんが起こった。こうした災害をうけて、ソビエト政府は1967年、風食に対する土壌保全対策を決定した。

## 風食が及ぼす影響
この項目はミロス・ホリー『侵食-理論と環境対策-』岡村俊一・春山元寿訳、森北出版、1983年を参照している。
風食は、環境や植生、人間の健康や生活に損害をもたらす場合がある。さまざまな侵食被害の調査によると、風食は水食に比べて重大な問題ではない。しかし、風食は大面積にわたって損害をひき起こす。

### 砂漠化
風食は土砂を運び去ること、また、土砂を運びこむことの両方によって砂漠化の原因となる。風食による土砂の移動は、たびたび植生の根を露出させ、植生はしおれて乾燥する。また、風食によって土壌は保水能を低下させ、植生の生育が不可能になる。こうして砂漠化がおこる。また、風によって運搬された土砂が植生の上に堆積し、植生が生育不可能になることによっても砂漠化がおこる。

### 人間生活に与える影響
風食により、土砂が移動し、植生が乾燥すると、砂嵐の起こる原因となる。それによって、大気が汚染され、人間は呼吸器系統や眼科の疾病をこうむる。前述したとおり、北アメリカの移住民における例、ウクライナの例でも風食による人間への影響がみられる。また、移動土砂の堆積は、建物、交通網、運河、水路などに損害を与えたり、家屋や農地などを埋没させる。